# Tyne Stop Line
Die Tyne Stop Line war eine britische, während des Zweiten Weltkrieges angelegte Verteidigungslinie.
Dieses Verteidigungssystem verläuft im Redetal in Northumberland und von dort bis Newcastle upon Tyne. Es wurde gegen eine potenzielle deutsche Landung errichtet, die anders als die tatsächlich geplante Operation Seelöwe den Nordosten Englands von Norden her bedroht hätte. Strategisches Ziel der Verteidigungslinie war, einen möglichen deutschen Vormarsch hier zu stoppen, nachdem dieser an der 30 Kilometer nördlich gelegenen Coquet Stop Line abgebremst worden wäre. Die Stellung bestand aus sogenannten Pillbox-Bunkern.